# مو ماهی
مو ماهی یک ستاره است که در صورت فلکی ماهی قرار دارد.